# Lea Garofalo
Lea Garofalo (24. srpna 1971 Petilia Policastro – 24. listopadu 2009 Milán) byla dcera mafiosa Antonia Gerofala a manželkou Carla Cosca, pašeráka kokainu. V hovorové řeči italské trestní terminologie byla pentita, spolupracovnice spravedlnosti, která byla dříve součástí zločinecké organizace a rozhodla se spolupracovat se státním zástupcem a italskou policií. Je jednou z obětí zločinecké organizace 'Ndrangheta.

## Život
Lea se narodila v městě Petilia Policastro v provincii Crotone v italské Kalábrii.
V listopadu 2009 byla zavražděna.